# Висенте Пинсон
Висенте Янес Пинсон (на испански: Vicente Yáñez Pinzón) е испански мореплавател и конкистадор,

## Произход
Роден е около 1462 година в Палос де ла Фронтера,Андалусия Южна Испания, най-малкият от трите известни сина на видно семейство, което се занимава с мореплаване. Неговият баща се нарича Мартин Пинсон, а майка - Виченте. Висенте Яниез и неговите братя Мартин Алонсо и Франциско, са съдружници и собственици на корабостроителна компания.

## Участие в Първата експедиция на Христофор Колумб (1492 – 1493)
През 1492 – 1493 участва в експедицията на Христофор Колумб, която открива Америка. Експедицията е с екипаж от 90 души на корабите „Санта Мария“ (100 т), на който Колумб издига своя адмиралски флаг, „Пинта“ (около 60 т) с капитан Мартин Алонсо Пинсон (брат на Висенте) и „Ниня“ (около 50 т) с капитан Висенте Пинсон. Потеглят на 3 август 1492 г. от Палос, спират на Канарските острови за ремонт на „Пинта“ и потеглят от там на запад на 6 септември. На 16 септември от корабите забелязват туфи зелени водорасли в морето и през следващите три седмици флотилията се придвижва на запад. Така експедицията открива Саргасово море.
В 2 часа през нощта на 12 октомври 1492 г., 33 дни след потеглянето им от Канарските острови, морякът Родриго де Триана забелязва на запад земя, която сутринта всички разглеждат с възхищение. Колумб нарича острова Сан Салвадор (Свети спасител). Предполага се, че това е и настоящият остров Сан Салвадор (от Бахамските острови), официално наименуван така през 1925 г. От корабите спускат лодка и Колумб, заедно с другите двама капитани, нотариус и кралски контрольор слизат на брега, забиват кастилското знаме, стъпват във владение и съставят съответния нотариален акт.
От 14 до 24 октомври експедицията посещава редица острови от Бахамския архипелаг, като откриват островите Рам, Лонг Айлънд и Крукед Айлънд.

## Откриване на Бразилия (1499 – 1500)
През ноември 1499 г., за търсене на нови земи, Пинсон, със свои средства и подпомогнат от своята фамилия, оборудва флотилия от четири кораба и се отправя на запад. От о-вите Кабо Верде тръгва на югозапад и става първият испанец пресякъл екватора. На 26 януари 1500, след двуседмичен преход през океана става първият европеец, който достига бреговете на днешна Бразилия (нос Сан Роки). Пинсон заедно с нотариус слиза на брега, пие вода от реката, в която влизат, заповядва да се отсекат няколко дървета, прави от тях кръст, забива го в земята и встъпва във владение на тази земя от името на кастилската корона.
Оттам флотилията продължава на северозапад покрай брега на новооткритата земя. Стигайки до устието на някаква река недостъпна за корабите, той изпраща нагоре по течението ѝ четири лодки. На брега на реката моряците се натъкват на голи индианци. Започва бой, като осем индианци са убити, а останалите с труд се спасяват. Продължават пътя си на северозапад, като по някое време загубват брега от очите си. При едно загребване на вода от океана се оказва, че тя не е солена, а сладка и годна за пиене. Обръщат корабите на запад и след около 200 км откриват един от ръкавите на река Амазонка. На островите в делтата на реката отново срещат индианци, които се отнасят дружелюбно към пришълците, а те хващат 36 от тях и впоследствие ги продават като роби.
Придвижвайки се от устието на Амазонка на север и покрай изменящият си направлението бряг на запад, Пинсон достига Гвиана, вече посетена (за което той не знае) от експедцията на Алонсо де Охеда. По този начин Пинсон открива участък от североизточното крайбрежие на Северна Америка с дължина около 3 хил. км. След това флотилията преминава през вече открития залив Пария и се отправя към Испаньола, като по пътя е открит остров Гренада (12°06′ с. ш. 61°41′ з. д. / 12.1° с. ш. 61.683333° з. д.).
На новооткритите земи Пинсон не намира никакви богатства, затова при завръщането си от Испаньола, минава през Бахамските о-ви където залавя множество роби. По пътя натам два от корабите му потъват по време на буря. Оцелелите два кораба се завръщат в Испания в края на септември 1500 с нищожно количество ценно бразилско дърво и известно количество роби, които обаче не могат да покрият разходите по плаването и Пинсон се разорява. Кредиторите му започват против него съдебен процес, който продължава повече от пет години и завършва едва след кралския указ, според който му се разрешава заедно с Хуан Диас Солис да търси нови земи на запад.

## Експедиция към Централна Америка (1508 – 1509)
През 1505 г., след като завоюва доверието на испанските чиновници, Пинсон е назначен за кмет на Сан Хуан на остров Пуерто Рико. Същата година получава субсидии от кралската хазна, но недостатъчни, за да погаси дълговете си към кредиторите за първото му плаване. Минават обаче още три години, преди да му се удаде да се освободи от кредиторите си и да предприеме ново плаване с цел търсене на морски проход от Атлантическия в Тихия океан.
За търсене на прохода е организирана експедиция с два кораба, втория под командването на Хуан Диас Солис. В края на юли 1508, корабите отплават от Испания и след няколко месеца, минавайки покрай южния бряг на Куба, достигат до нос Сан Антонио (най-западната точка на острова). От там корабите поемат на юг, достигат до открития през 1502 от Колумб остров Гуанаха (16°28′ с. ш. 85°53′ з. д. / 16.466667° с. ш. 85.883333° з. д.) и тръгват на запад. Пинсон дооткрива Хондураския залив и покрай северния бряг на Хондурас открива о-вите Ислас де ла Байя. От там флотилията продължава на север, открива цялото източно крайбрежие на п-ов Юкатан със заливите Четумал (18º 30` с.ш.), Еспириту Санто (19º 20` с.ш.) и Асунсион (19º 40` с.ш.). След това открива и проследява северното и западно крайбрежие на полуострова, южния бряг на залива Кампече и част от източното крайбрежие на Мексико до 23º 30` с.ш. По този начин открива над 2700 км от бреговете на Юкатан и Мексиканския залив.
Испански източници сочат, че е починал в Севиля през 1514, макар в други източници да се посочва 1523.

## Памет
- На 19 ноември 1999 г. е открит монумент на Висенте Пинсон в родния му град, по повод на 5 века от откриването на Бразилия.

- В чест на Висенте Пинсон и брат му Мартин Алонсо Пинсон е кръстен остров Пинсон (Дънкан, 0°36′ ю. ш. 90°39′ з. д. / 0.6° ю. ш. 90.65° з. д.), в архипелага Галапагос, в Тихия океан.